# Global Domination (jeu vidéo, 1998)
Pour le jeu vidéo de 1993, voir Global Domination (jeu vidéo, 1993).
Global Domination est un jeu vidéo de stratégie au tour par tour développé et édité par Psygnosis, sorti en 1998 sur Windows et PlayStation.

## Accueil
- Jeuxvideo.com : 14/20 (PC)[1]